# Forêt Montmorency
Ne doit pas être confondu avec la forêt de Montmorency située dans le Val-d'Oise en France
Pour les articles homonymes, voir Montmorency.
La forêt Montmorency est une forêt expérimentale (en) située dans le territoire non organisé de Lac-Jacques-Cartier, dans la municipalité régionale de comté de La Côte-de-Beaupré, dans la région administrative de la Capitale-Nationale, dans la province de Québec, au Canada.
Cette forêt protégée est surtout desservie par la route 33 qui relie par le sud la route 175.
Le pavillon principal situé sur la rive ouest du lac Piché est localisé à 56,7 km au nord du centre-ville de Québec. Ce centre d'enseignement forestier est gérée par la Faculté de foresterie et de géomatique de l'Université Laval. L’université a reçu ce territoire — au départ d'une superficie de 66 km2 — du Gouvernement du Québec en 1964 par bail emphytéotique de 99 ans. En échange, elle s'est engagée à y développer la recherche et l’enseignement dans divers domaines des sciences naturelles. En 2014, la Forêt Montmorency bénéficie d'un agrandissement qui porte sa superficie à 397 km2. 

## Milieu
Située dans les Laurentides, la forêt Montmorency est drainée par la rivière Montmorency et par un de ses affluents, la rivière Noire. Il s'y trouve quatre lacs : les lacs Piché, Bédard, Laflamme et Joncas. L’altitude varie entre 600 et 1 000 mètres avec une moyenne de 750 mètres. Le peuplement forestier prédominant est la sapinière à bouleau blanc. Les précipitations annuelles dépassent les 1 500 mm et, en hiver, la moyenne des précipitations de neige dépasse les 6 mètres.  La température moyenne annuelle est de 0,4 degré Celsius et on compte environ 133 jours sans gel dans l'année.

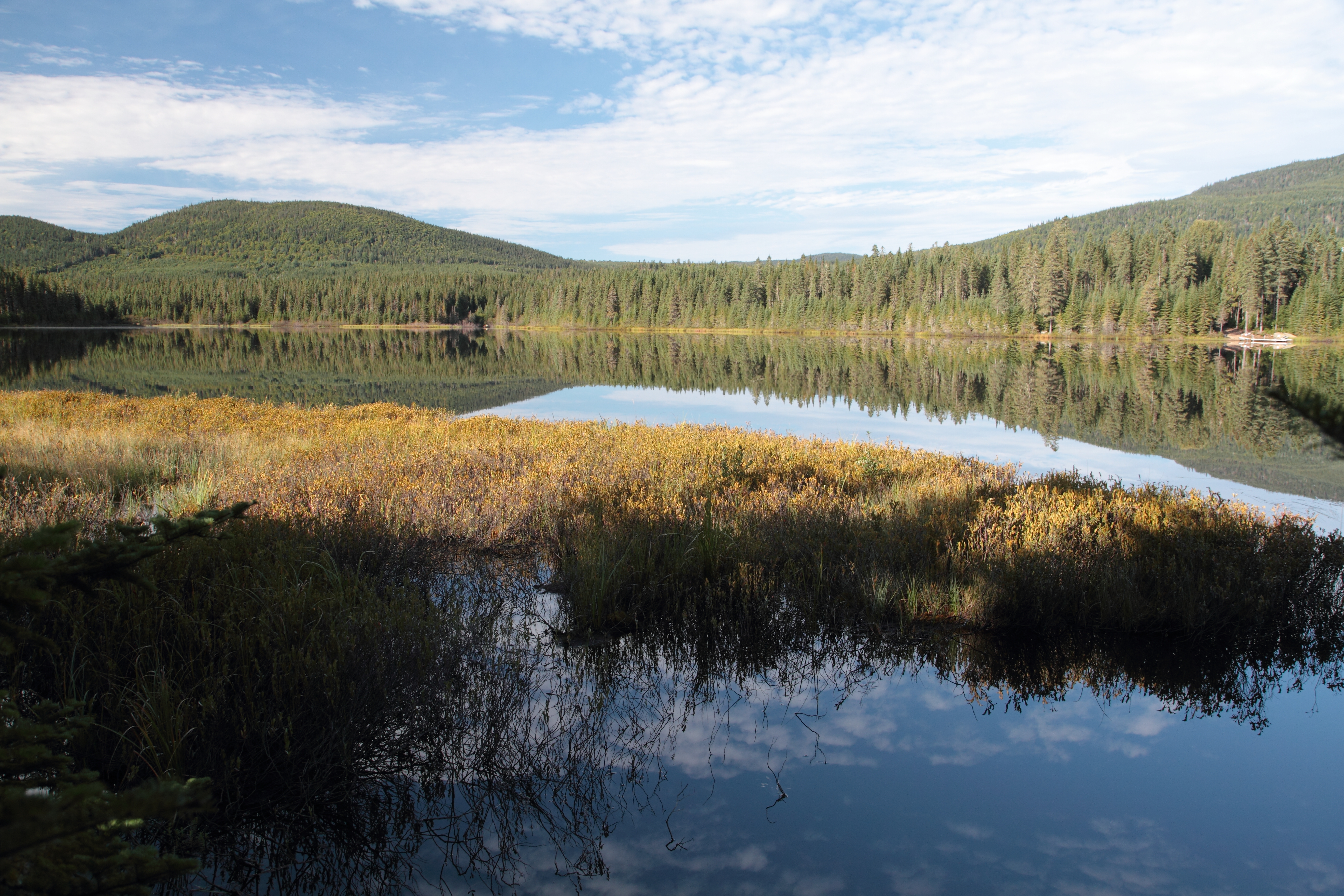
Le lac Piché
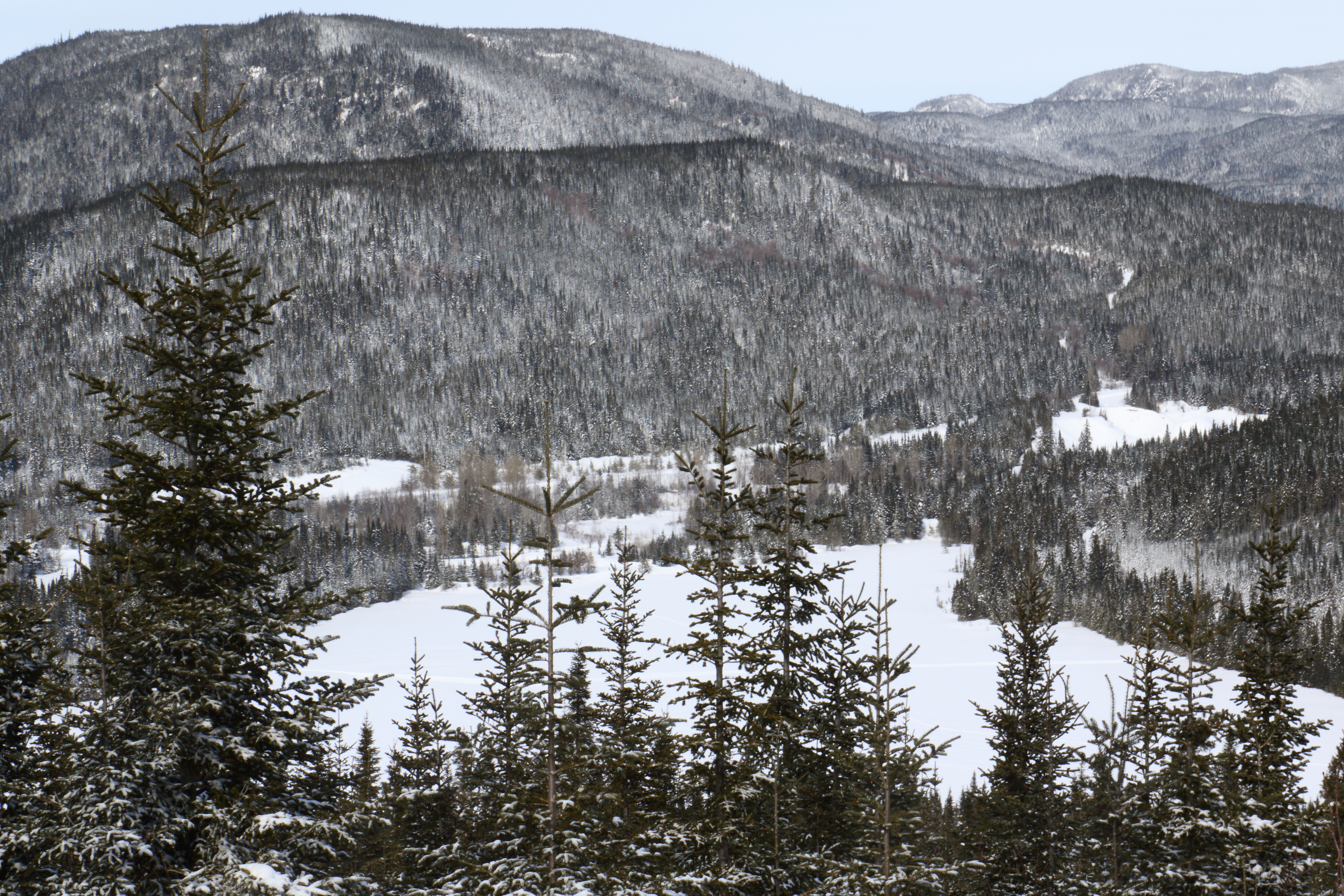
Le lac Piché vu de la tour à feu
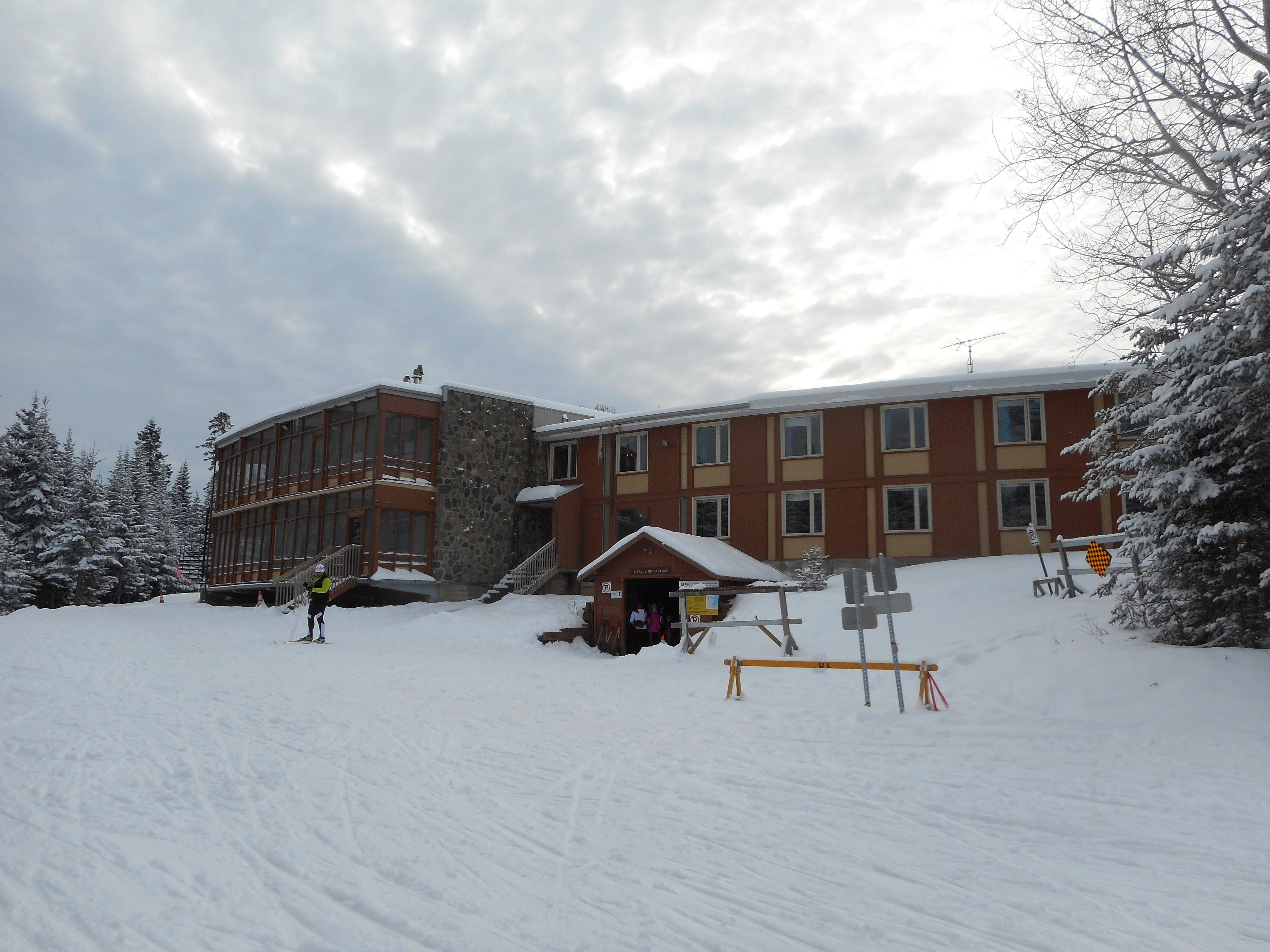
Le pavillon d'accueil
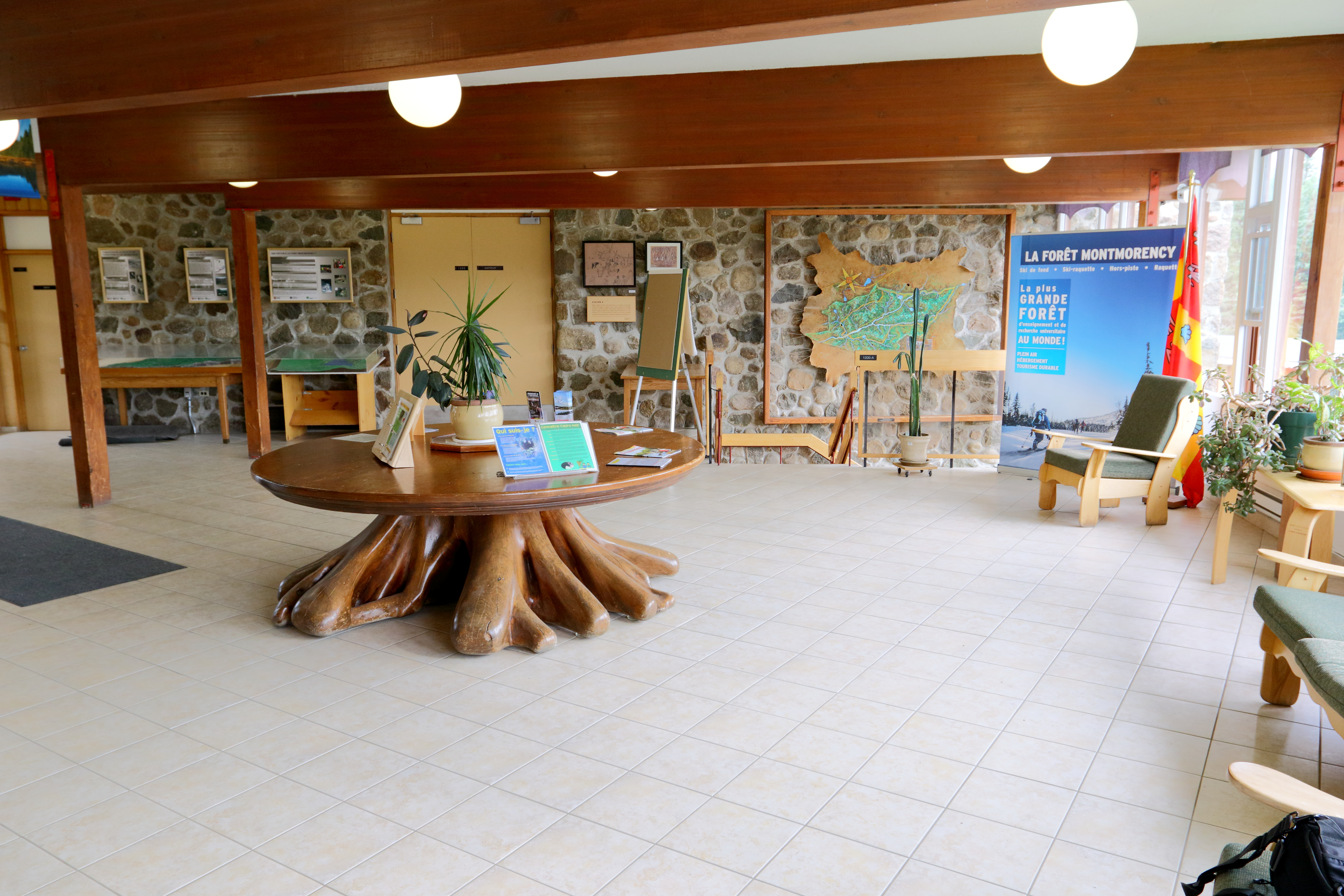
L'intérieur du pavillon
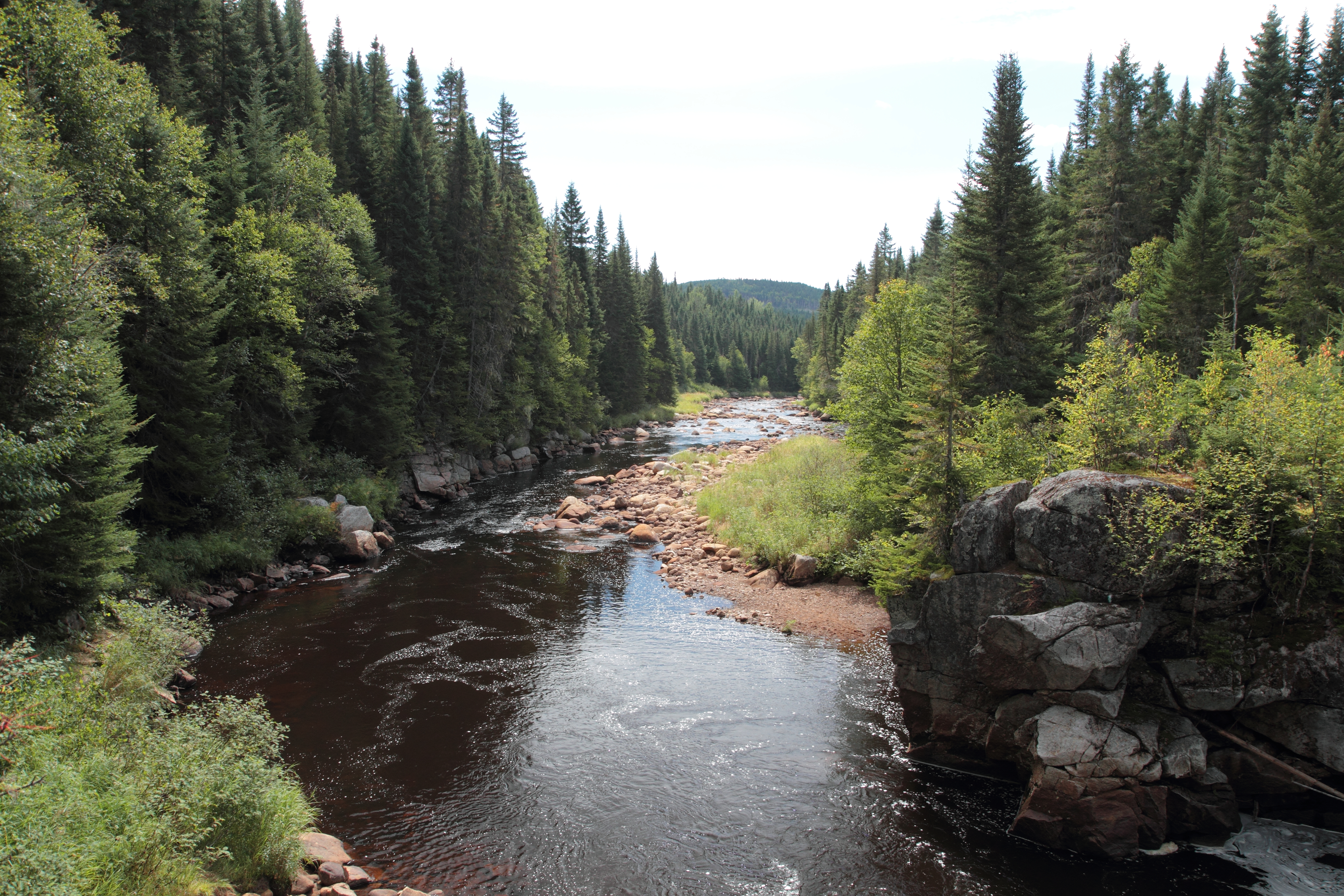
La rivière Montmorency
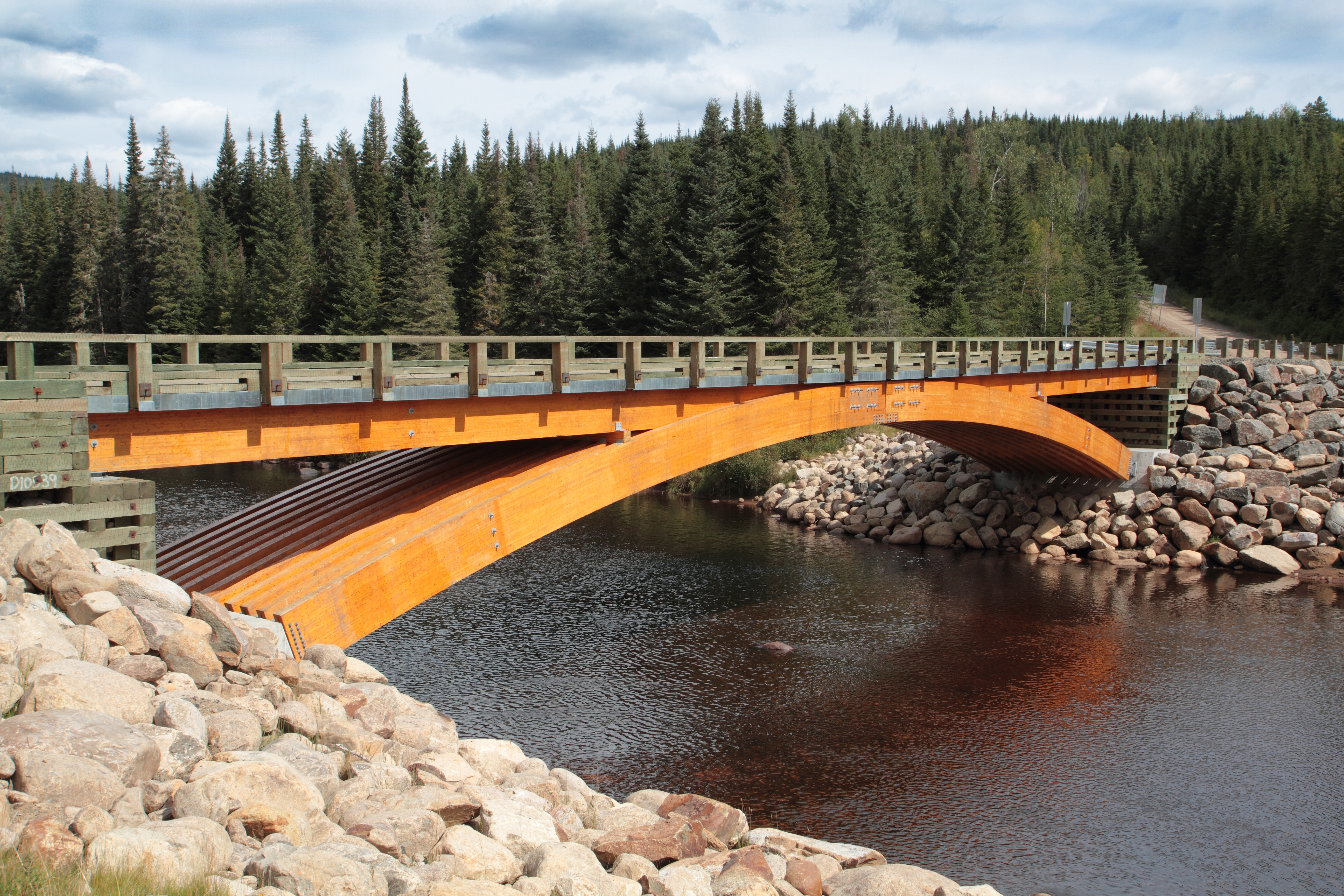
Le pont de bois qui enjambe la rivière Montmorency
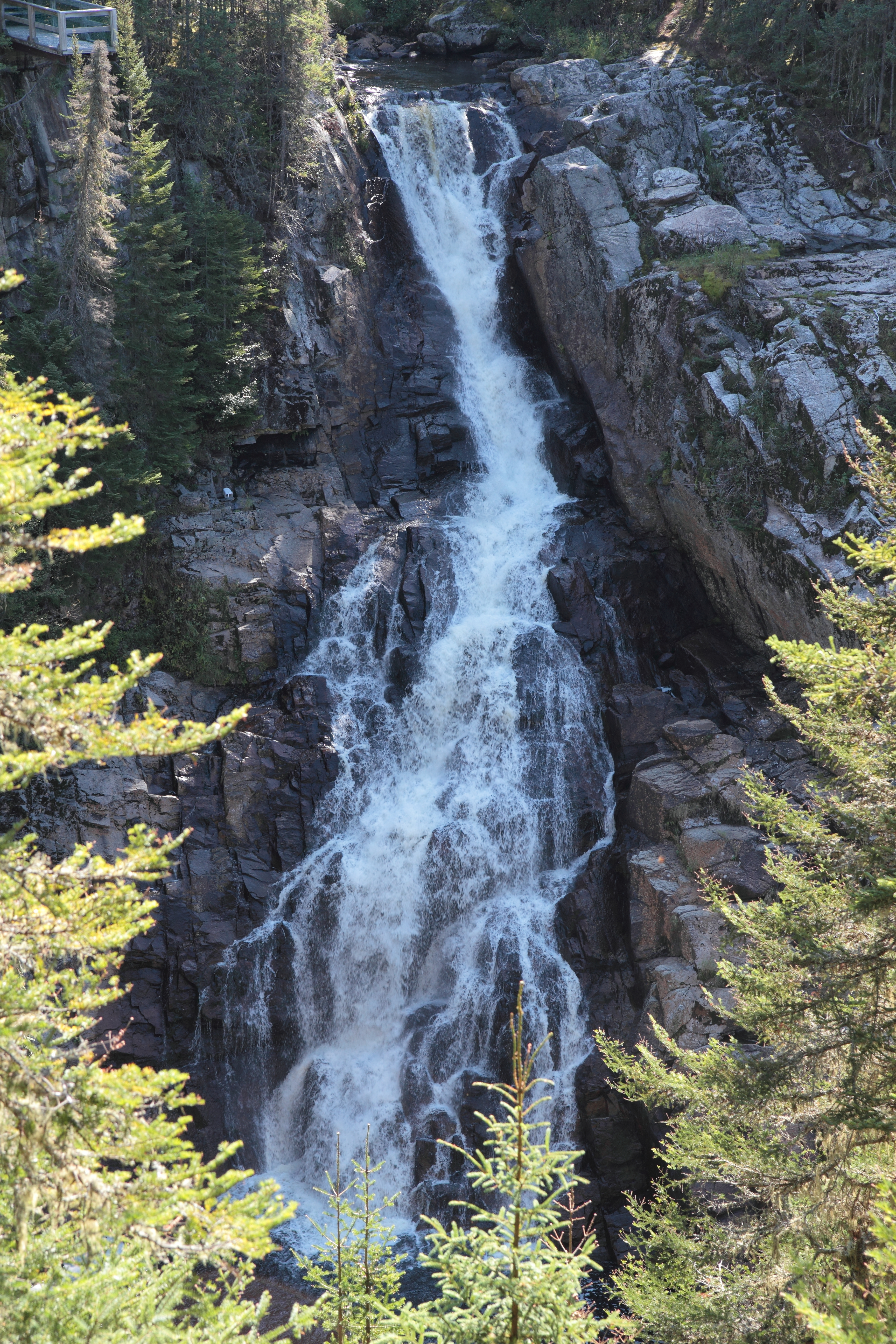
La chute de la rivière Noire.
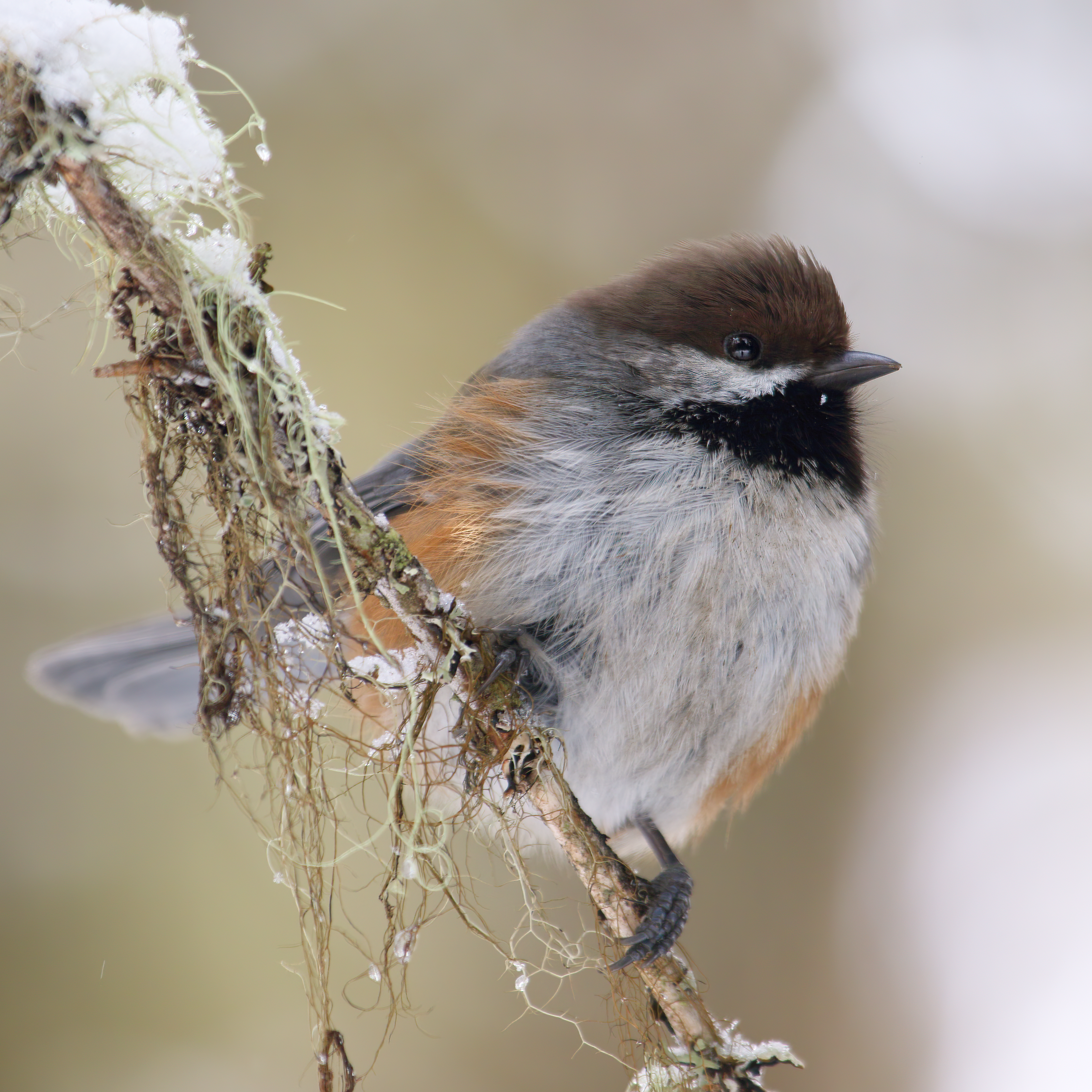
Mésange à tête brune à proximité du pavillon
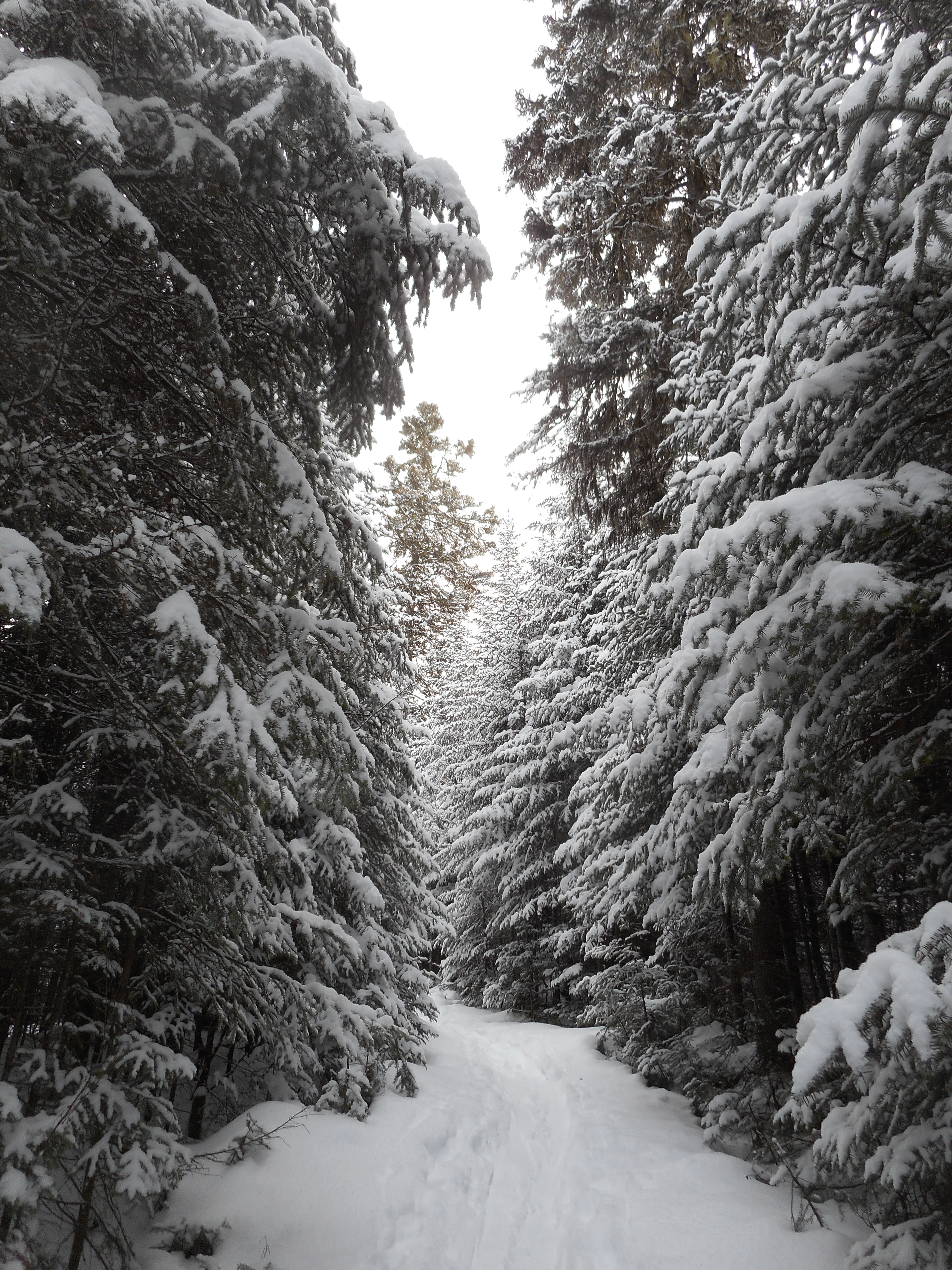
Sentier

## Activités

### Enseignement et recherche

Territoire de la Forêt Montmorency

La Forêt Montmorency est un lieu de formation pour les étudiants du 1er cycle et un laboratoire à ciel ouvert pour les étudiants des deuxième et troisième cycles, les chercheurs et les professeurs de l’Université Laval, notamment ceux du Centre d'étude de la forêt.  Le Pavillon principal est doté d’espaces assez grands pour accueillir les groupes en formation.  On y fait des recherches principalement en sylviculture, mais aussi en biologie et en gestion cynégétique.  Plus d’une centaine de mémoires et thèses traitant d’un aspect ou de l'autre de la Forêt Montmorency ont été déposés à la Faculté des études supérieures de l’Université Laval depuis la création de la station expérimentale.

### Développement durable
La Forêt Montmorency est exploitée pour ses ressources forestières selon les principes d’un aménagement polyvalent et durable.  Des coupes avec protections des sols (CPRS) de dimensions restreintes sont pratiquées progressivement et de façon irrégulière, de sorte que la forêt présente une mosaïque de peuplements d’âges différents.  Un souci particulier est porté à la protection de la régénération lors des opérations d’exploitation.
La Forêt Montmorency constitue un puits de carbone qui permet à l'Université Laval depuis 2015, avec diverses autres mesures, d’atteindre la carboneutralité.

### Activités de plein air
En hiver, le ski de fond se pratique dès le début du mois de novembre. L’épaisse couche de neige fait aussi de la forêt un lieu privilégié pour la raquette. En été, on pratique la randonnée pédestre et la pêche. En été, on peut aller observer la magnifique chute.

## Climat
| Mois                                  | jan.     | fév.       | mars       | avril     | mai        | juin      | jui.      | août      | sep.      | oct.       | nov.      | déc.     | année     |
| ------------------------------------- | -------- | ---------- | ---------- | --------- | ---------- | --------- | --------- | --------- | --------- | ---------- | --------- | -------- | --------- |
| Température minimale moyenne (°C)     | −22,1    | −20,2      | −14,4      | −5,8      | 0,4        | 5,8       | 8,3       | 7,4       | 3,5       | −1,8       | −8,9      | −16,8    | −5,4      |
| Température moyenne (°C)              | −15,9    | −13,7      | −8         | −0,2      | 7,1        | 12,4      | 14,6      | 13,6      | 8,8       | 2,8        | −4,5      | −11,5    | 0,5       |
| Température maximale moyenne (°C)     | −9,6     | −7,1       | −1,6       | 5,5       | 13,7       | 19,1      | 20,8      | 19,8      | 14,1      | 7,4        | 0         | −6,1     | 6,3       |
| Record de froid (°C) date du record   | −42 1994 | −41,1 1972 | −37,2 1972 | −31 1994  | −17,8 1966 | −6 1982   | −2,5 1982 | −3,5 1987 | −10 1980  | −21,1 1972 | −30 1978  | −39 1993 | −42 1994  |
| Record de chaleur (°C) date du record | 9,5 1995 | 12 1984    | 17 1990    | 23,5 1986 | 29 1992    | 31,5 2001 | 30,5 1988 | 33,9 1975 | 28,3 1968 | 24,4 1970  | 14,5 1996 | 9,5 1982 | 33,9 1975 |
| Ensoleillement (h)                    | 97       | 115,5      | 144,4      | 157,3     | 193,2      | 214,6     | 225,1     | 209,6     | 146,1     | 106,4      | 67,8      | 74,5     | 1 751,4   |
| Précipitations (mm)                   | 154,9    | 117,4      | 113,7      | 104,7     | 115,2      | 136,8     | 142,2     | 134,8     | 129,2     | 125,2      | 162,4     | 146,7    | 1 583,1   |
| dont neige (cm)                       | 135,3    | 100,9      | 83,8       | 52,3      | 7          | 0,1       | 0         | 0         | 2,9       | 19,7       | 89,7      | 128,4    | 619,9     |
| Nombre de jours avec précipitations   | 20,6     | 18,3       | 17,8       | 15,4      | 16,2       | 16,9      | 17,8      | 16,7      | 17,4      | 18,1       | 21,7      | 21,8     | 218,7     |
| Nombre de jours avec neige            | 20,4     | 17,7       | 16,2       | 10,8      | 3          | 0,15      | 0,06      | 0         | 1,7       | 8,1        | 18        | 21,1     | 117,2     |

| Diagramme climatique                                  |                |                |              |              |              |              |              |              |              |            |                |
| J                                                     | F              | M              | A            | M            | J            | J            | A            | S            | O            | N          | D              |
| −9,6−22,1154,9                                        | −7,1−20,2117,4 | −1,6−14,4113,7 | 5,5−5,8104,7 | 13,70,4115,2 | 19,15,8136,8 | 20,88,3142,2 | 19,87,4134,8 | 14,13,5129,2 | 7,4−1,8125,2 | 0−8,9162,4 | −6,1−16,8146,7 |
| Moyennes : • Temp. maxi et mini °C • Précipitation mm |                |                |              |              |              |              |              |              |              |            |                |